# De Forest (Mondkrater)
De Forest ist ein Einschlagkrater in der Südregion der Mondrückseite. 
Der Krater liegt zwischen den riesigen Kratern Zeeman im Osten und Schrödinger im Westen. In nördlicher Richtung befindet sich Numerov, in nordwestlicher Richtung Brashear.

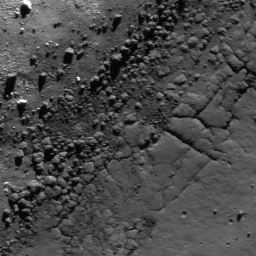
Gerölllandschaft östlich der zentralen Erhebung

Der Kraterrand ist gut erhalten, im Kraterinneren befindet sich in Zentrumsnähe eine Erhebung.
Teile des Kraterbodens sind mit Geröll übersät, wie nebenstehende Detailaufnahme zeigt.
Der Mondsüdpol befand sich zur Zeit der Entstehung des Südpol-Aitken-Beckens vor zirka 4,25 Ga vermutlich auf dem Gebiet des heutigen Kraters De Forest, den es damals allerdings noch nicht gab. Bedingt durch die weitere Einschlaghistorie ist es zu einer Polbewegung bis in die heutige Position am Shackleton-Krater gekommen.

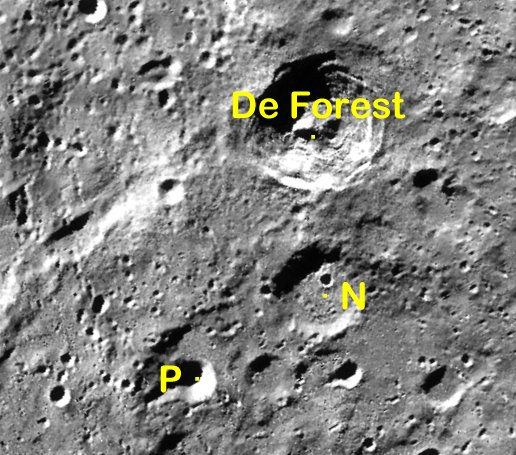
De Forest mit seinen Nebenkratern

De Forest hat zwei mit N und P bezeichnete Nebenkrater:
| Buchstabe | Position            | Durchmesser | Link |
| --------- | ------------------- | ----------- | ---- |
| N         | 79,17° S, 165,76° W | 40 km       |      |
| P         | 79,73° S, 176,92° W | 19 km       |      |

Der Krater wurde 1970 von der IAU offiziell nach dem US-amerikanischen Erfinder Lee De Forest benannt.